# Vervoer in Oostenrijk
De volgende tabel bevat basisgegevens over het vervoer in Oostenrijk.
| Spoorwegen:                           | 6024 km (3.641 geëlektriseerde km)                                                  |
| – standaard maat:                     | 5566 km : 1.435 (3524 geëlektriseerde km)                                           |
| –smalle maat:                         | 34 km : 1000 (28 geëlektriseerde km); 424 km : 0,760 (89 geëlektriseerde km) (2002) |
| Wegen:                                | 133.361 km                                                                          |
| – bestraat:                           | 133.361 km (waaronder 1613 km snelwegen)                                            |
| – ongeplaveid:                        | 0 km (1998)                                                                         |
| Waterwegen:                           | 358 km (1999)                                                                       |
| Pijpleidingen:                        | aardolie 777 km; aardgas 840 km (1999)                                              |
| Havens en vliegvelden:                | Enns, Krems, Linz, Wenen                                                            |
| Koopvaardij:                          | 5 schepen (1000 GRT of mee) 27.551 GRT/34.225 DWT                                   |
| – schepen per type:                   | lading 4, container 1 (2002)                                                        |
| Luchthavens:                          | 55 (2002)                                                                           |
| Luchthavens - bestr. landingsbanen:   | 24                                                                                  |
| – meer dan 3047 m:                    | 1                                                                                   |
| – 2438 tot 3.047 m:                   | 5                                                                                   |
| – 1524 tot 2.437 m:                   | 1                                                                                   |
| – 914 tot 1523 m:                     | 3                                                                                   |
| – onder 914 m:                        | 14 (2002)                                                                           |
| Luchthavens - met ongeplaveide banen: | 31                                                                                  |
| – 1524 tot 2.437 m:                   | 1                                                                                   |
| – 914 tot 1523 m:                     | 3                                                                                   |
| – onder 914 m:                        | 27 (2002)                                                                           |
| Helivliegvelden:                      | 1 (2002)                                                                            |

Geografie · Bevolking · Overheid · Economie · Vervoer · Defensie